# فهرست مقبره‌های نامداران ایران
این فهرست آرامگاه‌های نامداران ایران است.

## حاکمان
| شخص(ها) | اهمیت                                                                         | مکان مقبره                                                           | نگاره                 | مقاله                        |
| کوروش بزرگ | بنیان‌گذار و نخستین شاه شاهنشاهی هخامنشی                                       | پاسارگاد در نزدیکی شهر شیراز، ایران                                  |                       | پاسارگاد                     |
| داریوش بزرگ، خشایارشا، اردشیر یکم، داریوش دوم و داریوش سوم | پادشاهان شاهنشاهی هخامنشی                                                     | نقش رستم در نزدیکی شهر شیراز، ایران                                  |                       | نقش رستم                     |
| اردشیر دوم و اردشیر سوم | پادشاهان شاهنشاهی هخامنشی                                                     | تخت جمشید در نزدیکی شهر شیراز، ایران                                 |                       | تخت جمشید                    |
| ماسول | ساتراپ حکومت پارس در کاریا                                                    | هالیکارناس (بودروم، ترکیه کنونی)؛ آرامگاه در حال حاضر نابود شده است. |                       | آرامگاه هالیکارناسوس         |
| پیروز نهاوندی (ابولؤلؤ) | قاتل عمر بن خطاب                                                              | کاشان، ایران                                                         |                       | آرامگاه ابولؤلؤ              |
| یعقوب لیث (۸۴۰–۸۷۹) | از حاکمان دودمان صفاریان                                                      | گندی‌شاپور (شاه‌آباد کنونی) در دزفول، ایران                            |                       | آرامگاه یعقوب لیث            |
| اسماعیل سامانی | از حاکمان دودمان سامانیان                                                     | بخارا، ازبکستان                                                      |                       | آرامگاه اسماعیل سامانی       |
| قابوس بن وشمگیر | از حاکمان دودمان زیاریان                                                      | گنبد کاووس، ایران                                                    |                       | برج گنبد قابوس               |
| طغرل‌بیگ (۹۹۰–۱۰۶۳) | از حاکمان دودمان سلجوقیان                                                     | شهر ری، ایران                                                        |                       | برج طغرل                     |
| ملکشاه یکم | از حاکمان دودمان سلجوقیان                                                     | اصفهان، ایران                                                        |                       | ندارد                        |
| خواجه نظام‌الملک طوسی (۱۰۱۸–۱۰۹۲) | وزیر دربار ملکشاه یکم                                                         | تربت نظام، اصفهان، ایران                                             |                       | ندارد                        |
| شجاع الدین خورشید | سرسلسله اتابکان لر کوچک                                                       | خرم‌آباد، ایران                                                       |                       | آرامگاه شجاع الدین خورشید    |
| محمد خدابنده اولجایتو | هشتمین ایلخان مغول                                                            | سلطانیه، ایران                                                       |                       | گنبد سلطانیه                 |
| شاه شجاع | از حاکمان دودمان مظفریان                                                      | شیراز، ایران                                                         |                       | آرامگاه شاه‌شجاع              |
| گوهرشادبیگم | از اشراف زنان خراسان و از نامداران و سیاستمداران دوره تیموریان                | هرات، افغانستان                                                      |                       | مسجد گوهرشاد هرات            |
| نادرشاه (۱۶۸۸–۱۷۴۷) | بنیان‌گذار و از پادشاهان دودمان افشاریان                                       | مشهد، ایران                                                          |                       | آرامگاه نادرشاه              |
| محمدتقی پسیان | از نظامیان اواخر دورهٔ قاجاریه و اولین ایرانی که دوره آموزش خلبانی دید.        | مشهد، ایران                                                          |                       | آرامگاه نادرشاه              |
| کریم‌خان زند (۱۷۰۵–۱۷۷۹) | بنیان‌گذار و از پادشاهان دودمان زندیان                                         | شیراز، ایران                                                         |                       | موزه پارس                    |
| ناصرالدین‌شاه قاجار (۱۸۳۱–۱۸۹۶) | چهارمین شاه از دودمان قاجار                                                   | شهر ری، ایران                                                        |                       | شاه عبدالعظیم                |
| ستارخان (۱۸۶۸–۱۹۱۴) | از سرداران جنبش مشروطه ایران                                                  | شهر ری، ایران                                                        |                       | شاه عبدالعظیم                |
| رضاشاه (۱۸۷۸–۱۹۴۴) | نخستین شاهنشاه دودمان پهلوی                                                   | شهر ری، ایران                                                        |                       | آرامگاه رضاشاه               |
| بایزید بسطامی (۸۰۴–۸۷۴) | از عرفان اسلامی                                                               | بسطام، ایران                                                         |                       | ندارد                        |
| ابوالحسن خرقانی (۹۶۳–۱۰۳۳) | از عرفان اسلامی                                                               | در نزدیکی بسطام، ایران                                               |                       | آرامگاه شیخ ابوالحسن خرقانی  |
| هجویری (۹۹۰–۱۰۷۷) | از عرفان اسلامی                                                               | لاهور، پاکستان                                                       |                       | داتا دربار                   |
| خواجه عبدالله انصاری (۱۰۰۶–۱۰۸۸) | از عرفان اسلامی                                                               | هرات، افغانستان                                                      |                       | آرامگاه خواجه عبدالله انصاری |
| احمد جام (۱۰۴۸–۱۱۴۱) | از عرفان اسلامی                                                               | تربت جام، ایران                                                      |                       | آرامگاه شیخ‌احمد جامی         |
| عبدالقادر گیلانی (۱۰۷۷–۱۱۶۶) | از عرفان اسلامی و بنیان‌گذار طریقت قادریه                                      | بغداد، عراق                                                          |                       | ندارد                        |
| قطب‌الدین حیدر (۱۱۳۷–۱۲۲۱) | از عرفان اسلامی                                                               | تربت حیدریه، ایران                                                   |                       | ندارد                        |
| معین‌الدین چشتی (۱۱۴۱–۱۲۳۰) | از عرفان اسلامی و بنیان‌گذار طریقت چشتیه                                       | اجمیر، هند                                                           |                       | ندارد                        |
| عبدالصمد اصفهانی (قرن سیزدهم میلادی) | از عرفان اسلامی                                                               | نطنز، ایران                                                          |                       | ندارد                        |
| محمد بن بکران | از عرفان اسلامی                                                               | پیربکران، در نزدیکی اصفهان، ایران                                    |                       | آرامگاه پیربکران             |
| عمو عبدالله کارلادانی | از عرفان اسلامی                                                               | در نزدیکی اصفهان، ایران                                              |                       | منارجنبان                    |
| شیخ زاهد گیلانی (۱۲۱۶–۱۳۰۱) | از عرفان اسلامی و مرشد شیخ صفی‌الدین اردبیلی                                   | لاهیجان، ایران                                                       |                       | آرامگاه شیخ زاهد گیلانی      |
| شیخ صفی‌الدین اردبیلی (۱۲۵۲–۱۳۳۴) | از عرفان اسلامی و نام‌بخش صفویان                                               | اردبیل، ایران                                                        |                       | آرامگاه شیخ صفی‌الدین اردبیلی |
| شاه اسماعیل یکم | بنیان‌گذار و از پادشاهان دودمان صفویان                                         | اردبیل، ایران                                                        |                       | آرامگاه شیخ صفی‌الدین اردبیلی |
| زین‌الدین شیرازی (۱۳۰۲–۱۳۷۰) | از عرفان اسلامی                                                               | خلدآباد، هند                                                         |                       | ندارد                        |
| بهاءالدین محمد نقشبند (۱۳۱۸–۱۳۸۹) | از عرفان اسلامی و بنیان‌گذار طریقت نقشبندیه                                    | بخارا، ازبکستان                                                      |                       | ندارد                        |
| شاه نعمت‌الله ولی (۱۳۳۰–۱۴۳۱) | از عرفان اسلامی و بنیان‌گذار سلسله نعمت‌اللهی                                   | ماهان، ایران                                                         |                       | آرامگاه شاه نعمت‌الله‌ولی      |
| سیبویه (۷۶۰–۷۹۷) | از دانشمندان ایرانی صرف و نحو زبان عربی                                       | شیراز، ایران                                                         |                       | ندارد                        |
| محمد بخاری (۸۱۰–۸۷۰) | از محققان حدیث اهل سنت                                                        | در نزدیکی سمرقند، ازبکستان                                           |                       | ندارد                        |
| شیخ صدوق | از محققان حدیث اهل تشیع                                                       | شهر ری، ایران                                                        |                       | آرامگاه ابن بابویه           |
| رابعه بلخی | شاعر پارسی‌گوی                                                                 | بلخ، افغانستان                                                       |                       | ندارد                        |
| فردوسی (۹۴۰–۱۰۲۰) | شاعر پارسی‌گوی                                                                 | طوس، ایران                                                           |                       | آرامگاه فردوسی               |
| ابن سینا (۹۸۰–۱۰۳۷) | پزشک و شاعر ایرانی                                                            | همدان، ایران                                                         |                       | آرامگاه بوعلی‌سینا            |
| باباطاهر | از عرفان اسلامی و شاعر پارسی‌گوی (دربارهٔ مکان آرامگاه وی اختلاف نظر وجود دارد) | همدان، ایران                                                         |                       | آرامگاه باباطاهر (همدان)     |
| باباطاهر | از عرفان اسلامی و شاعر پارسی‌گوی (دربارهٔ مکان آرامگاه وی اختلاف نظر وجود دارد) | خرم‌آباد، ایران                                                       |                       | آرامگاه باباطاهر (خرم‌آباد)   |
| اسدی طوسی (d. 1072)، انوری (۱۱۲۶–۱۱۸۹)، همام تبریزی (۱۲۳۸–۱۳۱۵)، خاقانی (۱۱۲۱–۱۱۹۰)، قطران تبریزی (1009–1072) and سید محمدحسین شهریار (۱۹۰۶–۱۹۸۸)                                                           | شاعران پارسی‌گوی                                                               | تبریز، ایران                                                         | مقبرةالشعرا           |                              |
| ابوحامد محمد غزالی (۱۰۵۸–۱۱۱۱) | Persian theologian, philosopher and mystic                                    | طوس، ایران                                                           | ندارد                 |                              |
| احمد غزالی (۱۰۶۱–۱۱۲۶) | Persian writer and mystic and brother of ابوحامد محمد غزالی                   | قزوین، ایران                                                         | ندارد                 |                              |
| خیام (۱۰۴۸–۱۱۳۱) | شاعر پارسی‌گوی                                                                 | نیشابور، ایران                                                       | آرامگاه خیام          |                              |
| سنایی (۱۰۸۰–۱۱۳۱) | شاعر پارسی‌گوی                                                                 | غزنی، افغانستان                                                      | ندارد                 |                              |
| روزبهان بقلی فسایی (۱۱۲۹–۱۲۰۹) | از عرفان اسلامی and poet                                                      | شیراز، ایران                                                         | ندارد                 |                              |
| نظامی گنجوی (۱۱۴۱–۱۲۰۹) | شاعر پارسی‌گوی                                                                 | گنجه، جمهوری آذربایجان                                               | آرامگاه نظامی گنجوی   |                              |
| عطار نیشابوری (۱۱۴۵–۱۲۲۱) | از عرفان اسلامی and poet                                                      | نیشابور، ایران                                                       | آرامگاه عطار نیشابوری |                              |
| مولوی (1207–1273) and سلطان ولد (d. 1312) | از عرفان اسلامی and poets                                                     | قونیه، ترکیه                                                         | موزه مولوی            |                              |
| سعدی (۱۱۸۴–۱۲۹۱) | شاعر پارسی‌گوی                                                                 | شیراز، ایران                                                         | سعدیه                 |                              |
| حمدالله مستوفی (۱۲۸۱–۱۳۴۹) | Persian historian and geographer                                              | قزوین، ایران                                                         | ندارد                 |                              |
| خواجوی کرمانی (۱۲۸۰–۱۳۵۲) | از عرفان اسلامی and poet                                                      | شیراز، ایران                                                         | آرامگاه خواجوی کرمانی |                              |
| حافظ (۱۳۱۵–۱۳۹۰) | شاعر پارسی‌گوی                                                                 | شیراز، ایران                                                         | حافظیه                |                              |
| جامی (۱۴۱۴–۱۴۹۲) | از عرفان اسلامی and poet                                                      | هرات، افغانستان                                                      | ندارد                 |                              |
| صائب تبریزی (۱۶۰۱–۱۶۷۷) | شاعر پارسی‌گوی                                                                 | اصفهان، ایران                                                        | آرامگاه صائب          |                              |
| میرعماد حسنی (۱۵۵۳–۱۶۱۴) | Persian calligrapher                                                          | اصفهان، ایران                                                        | مسجد ظلمات            |                              |
| شیخ بهایی (۱۵۴۷–۱۶۲۱) | Persian architect and poet                                                    | مشهد، ایران                                                          | ندارد                 |                              |
| عبدالقادر بیدل (۱۶۴۰–۱۷۲۱) | از عرفان اسلامی and poet                                                      | دهلی، هند                                                            | ندارد                 |                              |
| کمال‌الملک (۱۸۴۷–۱۹۴۰) | جمعیت‌شناسی ایران painter                                                      | نیشابور، ایران                                                       | آرامگاه کمال الملک    |                              |
| ایرج میرزا (۱۸۷۴–۱۹۲۶)، محمدتقی بهار (۱۸۸۴–۱۹۵۱)، فروغ فرخزاد (۱۹۳۵–۱۹۶۷)، رهی معیری (۱۹۰۹–۱۹۶۸)، درویش‌خان (۱۸۷۲–۱۹۲۶)، روح‌الله خالقی (۱۹۰۶–۱۹۶۵)، ابوالحسن صبا (1902–1957) and قمرالملوک وزیری (۱۹۰۵–۱۹۵۹) | شاعر پارسی‌گویs, musicians and singers                                         | تهران، ایران                                                         | گورستان ظهیرالدوله    |                              |
| صادق هدایت (1903–1951) and غلامحسین ساعدی (۱۹۳۶–۱۹۸۵) | Persian writers                                                               | پاریس، فرانسه                                                        | گورستان پر-لاشز       |                              |
| سلمان فارسی | Persian صحابه of محمد                                                         | سلمان پاک (شهر) (ancient تیسفون)، عراق                               | ندارد                 |                              |
| محمدرضا پهلوی (۱۲۹۸–۱۳۵۹) | دومین شاهنشاه دودمان پهلوی و آخرین شاهنشاه ایران                              | مسجد رفاعی، قاهره، مصر                                               |                       | مسجد رفاعی                   |
| روح‌الله خمینی (۱۲۸۱–۱۳۶۸)، احمد خمینی (۱۳۲۴–۱۳۷۳)، خدیجه ثقفی (۱۲۹۲–۱۳۸۸)، محمود بروجردی (۱۳۱۳–۱۳۸۹) | بنیانگذار و نخستین رهبر جمهوری اسلامی ایران و پسر، همسر و داماد او            | آرامگاه روح‌الله خمینی، بهشت زهرا، تهران، ایران                       |                       | آرامگاه روح‌الله خمینی        |
| اکبر هاشمی رفسنجانی (۱۳۱۳–۱۳۹۵) | چهارمین رئیس‌جمهور ایران                                                       | آرامگاه روح‌الله خمینی، بهشت زهرا، تهران، ایران                       |                       | آرامگاه روح‌الله خمینی        |
| محمدعلی رجایی (۱۳۱۲–۱۳۶۰) | دومین رئیس‌جمهور ایران                                                         | آرامگاه کشتگان هفتم تیر، بهشت زهرا، تهران، ایران                     |                       | آرامگاه کشتگان هفتم تیر      |
| محمدجواد باهنر (۱۳۱۲–۱۳۶۰) | سومین نخست‌وزیر ایران                                                          | آرامگاه کشتگان هفتم تیر، بهشت زهرا، تهران، ایران                     |                       | آرامگاه کشتگان هفتم تیر      |
| سید محمد بهشتی (۱۳۰۷–۱۳۶۰) | دومین رئیس قوه قضائیه جمهوری اسلامی ایران                                     | آرامگاه کشتگان هفتم تیر، بهشت زهرا، تهران، ایران                     |                       | آرامگاه کشتگان هفتم تیر      |

## شاعران و عارفان
| شخص | شناخته شده برای                                  | مکان دفن                                                                | نوشتار مرتبط                 |
| --- | ------------------------------------------------ | ----------------------------------------------------------------------- | ---------------------------- |
| ابواسحاق کازرونی (۹۶۳ - ۱۰۳۵) | عارف ایرانی و بنیان‌گذار طریقت مرشدیه (کازرونیه)  | کازرون، ایران                                                           | آرامگاه شیخ ابواسحاق کازرونی |
| بایزید بسطامی (۸۰۴–۸۷۴) | عارف ایرانی                                      | بسطام، ایران                                                            | هیچ‌یک                        |
| ابوالحسن خرقانی (۹۶۳–۱۰۳۳) | عارف ایرانی                                      | خرقان در در نزدیکی بسطام، ایران                                         | هیچ‌یک                        |
| هجویری (۹۹۰–۱۰۷۷) | عارف ایرانی                                      | لاهور، پاکستان                                                          | داتا دربار                   |
| خواجه عبدالله انصاری (۱۰۰۶–۱۰۸۸) | عارف ایرانی                                      | هرات، افغانستان                                                         | آرامگاه خواجه عبدالله انصاری |
| احمد جام (۱۰۴۸–۱۱۴۱) | عارف ایرانی                                      | تربت جام، ایران                                                         | آرامگاه شیخ‌احمد جامی         |
| عبدالقادر گیلانی (۱۰۷۷–۱۱۶۶) | عارف ایرانی و بنیان‌گذار قادریه                   | بغداد، عراق                                                             | هیچ‌یک                        |
| قطب‌الدین حیدر (۱۱۳۷–۱۲۲۱) | عارف ایرانی                                      | تربت حیدریه، ایران                                                      | هیچ‌یک                        |
| معین‌الدین چشتی (۱۱۴۱–۱۲۳۰) | عارف ایرانی و بنیان‌گذار چشتیه                    | اجمیر، هند                                                              | هیچ‌یک                        |
| عبدالصمد اصفهانی (قرن سیزدهم) | عارف ایرانی                                      | نطنز، ایران                                                             | هیچ‌یک                        |
| محمد بن بکران (d. ۱۳۰۳) | عارف ایرانی                                      | در نزدیکی اصفهان، ایران                                                 | پیربکران                     |
| عمو عبدالله کارلادانی (d. ۱۳۱۶) | عارف ایرانی                                      | در نزدیکی اصفهان، ایران                                                 | منارجنبان                    |
| شیخ زاهد گیلانی (۱۲۱۶–۱۳۰۱) | عارف ایرانی و مرشد شیخ صفی‌الدین اردبیلی          | لاهیجان، ایران                                                          | هیچ‌یک                        |
| شیخ صفی‌الدین اردبیلی (۱۲۵۲–۱۳۳۴) | عارف ایرانی و نام‌بخش صفویان                      | اردبیل، ایران - شاه اسماعیل یکم بنیان‌گذار صفویان نیز در آن‌جا مدفون است. | هیچ‌یک                        |
| زین‌الدین شیرازی (۱۳۰۲–۱۳۷۰) | عارف ایرانی                                      | خلدآباد، هند                                                            | هیچ‌یک                        |
| بهاءالدین محمد نقشبند (۱۳۱۸–۱۳۸۹) | عارف ایرانی و بنیان‌گذار نقشبندیه                 | بخارا، ازبکستان                                                         | هیچ‌یک                        |
| شاه نعمت‌الله ولی (۱۳۳۰–۱۴۳۱) | عارف ایرانی و بنیان‌گذار سلسله نعمت‌اللهی          | ماهان، ایران                                                            | آرامگاه شاه نعمت‌الله‌ولی      |
| سیبویه (۷۶۰–۷۹۷) | زبان‌شناس ایرانی                                  | شیراز، ایران                                                            | هیچ‌یک                        |
| محمد بخاری (۸۱۰–۸۷۰) | فقیه سنی ایرنی                                   | در نزدیکی سمرقند، ازبکستان                                              | هیچ‌یک                        |
| شیخ صدوق (d. ۹۴۱) | فقیه شیعه ایرانی                                 | شهر ری، ایران                                                           | گورستان ابن‌بابویه            |
| رابعه بلخی (قرن دهم) | شاعر ایرانی                                      | بلخ، افغانستان                                                          | هیچ‌یک                        |
| فردوسی (۹۴۰–۱۰۲۰) | شاعر ایرانی                                      | طوس، ایران                                                              | آرامگاه فردوسی               |
| ابن سینا (۹۸۰–۱۰۳۷) | پزشک و فیلسوف ایرانی                             | همدان، ایران                                                            | آرامگاه بوعلی‌سینا            |
| باباطاهر (قرن یازدهم) | عارف و شاعر ایرانی                               | همدان، ایران                                                            | هیچ‌یک                        |
| اسدی طوسی (d. ۱۰۷۲), انوری (۱۱۲۶–۱۱۸۹), همام تبریزی (۱۲۳۸–۱۳۱۵), خاقانی (۱۱۲۱–۱۱۹۰), قطران تبریزی (۱۰۰۹–۱۰۷۲) و سید محمدحسین شهریار (۱۹۰۶–۱۹۸۸)                                                           | شاعران ایرانی                                    | تبریز، ایران                                                            | مقبرةالشعرا                  |
| ابوحامد محمد غزالی (۱۰۵۸–۱۱۱۱) | فیلسوف، متکلم و عارف ایرانی                      | طوس، ایران                                                              | هیچ‌یک                        |
| احمد غزالی (۱۰۶۱–۱۱۲۶) | عارف و نویسنده ایرانی و برادر ابوحامد محمد غزالی | قزوین، ایران                                                            | هیچ‌یک                        |
| خیام (۱۰۴۸–۱۱۳۱) | شاعر ایرانی                                      | نیشابور، ایران                                                          | هیچ‌یک                        |
| سنایی (۱۰۸۰–۱۱۳۱) | شاعر ایرانی                                      | غزنی، افغانستان                                                         | هیچ‌یک                        |
| روزبهان بقلی فسایی (۱۱۲۹–۱۲۰۹) | عارف و شاعر ایرانی                               | شیراز، ایران                                                            | هیچ‌یک                        |
| نظامی گنجوی (۱۱۴۱–۱۲۰۹) | شاعر ایرانی                                      | گنجه، جمهوری آذربایجان                                                  | آرامگاه نظامی گنجوی          |
| عطار نیشابوری (۱۱۴۵–۱۲۲۱) | عارف و شاعر ایرانی                               | نیشابور، ایران                                                          | هیچ‌یک                        |
| مولوی (۱۲۰۷–۱۲۷۳) و سلطان ولد (d. ۱۳۱۲) | دو شاعر و عارف ایرانی                            | قونیه، ترکیه                                                            | موزه مولوی                   |
| سعدی (۱۱۸۴–۱۲۹۱) | شاعر ایرانی                                      | شیراز، ایران                                                            | هیچ‌یک                        |
| حمدالله مستوفی (۱۲۸۱–۱۳۴۹) | مورخ و جغرافی‌دان ایرانی                          | قزوین، ایران                                                            | هیچ‌یک                        |
| خواجوی کرمانی (۱۲۸۰–۱۳۵۲) | عارف و شاعر ایرانی                               | شیراز، ایران                                                            | هیچ‌یک                        |
| حافظ (۱۳۱۵–۱۳۹۰) | شاعر ایرانی                                      | شیراز، ایران                                                            | حافظیه                       |
| جامی (۱۴۱۴–۱۴۹۲) | عارف و شاعر ایرانی                               | هرات، افغانستان                                                         | هیچ‌یک                        |
| صائب تبریزی (۱۶۰۱–۱۶۷۷) | شاعر ایرانی                                      | اصفهان، ایران                                                           | هیچ‌یک                        |
| میرعماد حسنی (۱۵۵۳–۱۶۱۴) | خطاط ایرانی                                      | اصفهان، ایران                                                           | هیچ‌یک                        |
| شیخ بهایی (۱۵۴۷–۱۶۲۱) | معمار و شاعر ایرانی                              | مشهد، ایران                                                             | هیچ‌یک                        |
| بیدل (۱۶۴۰–۱۷۲۱) | عارف و شاعر ایرانی                               | دهلی، هند                                                               | هیچ‌یک                        |
| کمال‌الملک (۱۸۴۷–۱۹۴۰) | نقاش ایرانی                                      | نیشابور، ایران                                                          | هیچ‌یک                        |
| ایرج میرزا (۱۸۷۴–۱۹۲۶), محمدتقی بهار (۱۸۸۴–۱۹۵۱), فروغ فرخزاد (۱۹۳۵–۱۹۶۷), رهی معیری (۱۹۰۹–۱۹۶۸), درویش‌خان (۱۸۷۲–۱۹۲۶), روح‌الله خالقی (۱۹۰۶–۱۹۶۵), ابوالحسن صبا (۱۹۰۲–۱۹۵۷) و قمرالملوک وزیری (۱۹۰۵–۱۹۵۹) | شاعر، موسیقی‌دان و خوانندگان ایرانی               | تهران، ایران                                                            | گورستان ظهیرالدوله           |
| صادق هدایت (۱۹۰۳–۱۹۵۱) و غلامحسین ساعدی (۱۹۳۶–۱۹۸۵) | دو نویسنده ایرانی                                | پاریس، فرانسه                                                           | گورستان پر-لاشز              |

## شاعران
| شخصیت                | سده                      | حکومت همدوره | زادگاه   | آرامگاه     |
| -------------------- | ------------------------ | ------------ | -------- | ----------- |
| رودکی                | سده سوم (قمری) سده چهارم | سامانیان     | رودک     | پنجکنت      |
| ابوسعید ابوالخیر     | سده چهارم (قمری)         |              |          |             |
| فردوسی               | سده چهارم                |              | طوس، پاژ | طوس، خراسان |
| باباطاهر             | سده پنجم                 |              |          | همدان       |
| اسدی طوسی            | سده پنجم                 |              |          |             |
| خواجه عبدالله انصاری | سده پنجم                 |              |          |             |
| سنایی                | سده پنجم سده ششم         |              |          |             |
| فرخی سیستانی         | سده پنجم                 |              |          |             |
| فخرالدین اسعد گرگانی | سده پنجم                 |              |          |             |
| مسعود سعد سلمان      | سده پنجم سده ششم         |              |          |             |
| منوچهری دامغانی      | سده پنجم                 |              |          |             |
| ناصرخسرو             | سده پنجم                 |              |          |             |
| انوری                | سده ششم                  |              |          |             |
| نظامی گنجوی          | سده ششم سده هفتم         |              |          |             |
| خاقانی               | سده ششم                  |              |          |             |
| عطار نیشابوری        | سده ششم سده هفتم         |              |          |             |
| امیرخسرو دهلوی       | سده هفتم سده هشتم        |              |          |             |
| مولوی                | سده هفتم                 |              |          |             |
| همام تبریزی          | سده هفتم سده هشتم        |              |          |             |
| سعدی                 | سده هفتم                 |              |          | شیراز       |
| ابن یمین             | سده هفتم سده هشتم        |              |          |             |
| حافظ                 | سده هشتم                 |              |          | شیراز       |
| عبید زاکانی          | سده هشتم                 |              |          |             |
| شیخ محمود شبستری     |                          |              |          |             |
| خواجوی کرمانی        | سده هشتم                 |              |          | شیراز       |
| حمدالله مستوفی       | سده هشتم                 |              |          |             |
| جامی                 | سده نهم                  |              |          |             |
| محتشم کاشانی         | سده دهم                  |              |          |             |
| محمد فضولی           | سده دهم                  |              |          |             |
| وحشی بافقی           | سده دهم                  |              |          |             |
| اهلی شیرازی          | سده دهم                  |              |          |             |
| زیب‌النسا             | سده یازدهم               |              |          |             |
| صائب تبریزی          | سده یازدهم               |              |          |             |
| وصال شیرازی          | سده دوازدهم              |              |          |             |
| هاتف اصفهانی         | سده دوازدهم              |              |          |             |
| طاهره قرةالعین       | سده سیزدهم               |              |          |             |
| قاآنی شیرازی         | سده سیزدهم               |              |          |             |

## دانشمندان
| شخصیت    | سده  | حکومت همدوره      | زادگاه | آرامگاه |
| -------- | ---- | ----------------- | ------ | ------- |
| ابن سینا | هفتم | غزنویا و سامانیان |        | همدان   |

## فهرست
| نام                                             | تصویر | پیشه                                                     | محل دفن                                                                                            | محل دفن |                                   |                                                                                    |  |
| ----------------------------------------------- | ----- | -------------------------------------------------------- | -------------------------------------------------------------------------------------------------- | ------- | --------------------------------- | ---------------------------------------------------------------------------------- |  |
| نام                                             | تصویر | پیشه                                                     | احمد متین دفتری                                                                                    |         | حقوقدان، سیاستمدار نخست‌وزیر ایران | حرم عبدالعظیم، شهرری ۳۵°۳۵′۰۹″شمالی ۵۱°۲۶′۱۰″شرقی / ۳۵٫۵۸۵۷۲۸°شمالی ۵۱٫۴۳۶۱۹۲°شرقی |  |
| علی رزم آرا                                     |       | نظامی، سیاستمدار نخست‌وزیر ایران                          | حرم عبدالعظیم، شهرری ۳۵°۳۵′۱۲″شمالی ۵۱°۲۶′۰۷″شرقی / ۳۵٫۵۸۶۶۳۹°شمالی ۵۱٫۴۳۵۲۱۴°شرقی                 |         |                                   |                                                                                    |  |
| علی‌اصغر حکمت                                    |       | ادیب، نویسنده، سیاستمدار وزیر فرهنگ و رئیس دانشگاه تهران | حرم عبدالعظیم، شهرری حدودی ۳۵°۳۵′۱۱″شمالی ۵۱°۲۶′۰۶″شرقی / ۳۵٫۵۸۶۳۱۴°شمالی ۵۱٫۴۳۵۰۳۶°شرقی           |         |                                   |                                                                                    |  |
| عباس اقبال آشتیانی                              |       | مورخ، ادیب                                               | حرم عبدالعظیم، شهرری ۳۵°۳۵′۱۱″شمالی ۵۱°۲۵′۵۹″شرقی / ۳۵٫۵۸۶۴۴۲°شمالی ۵۱٫۴۳۲۹۳۹°شرقی                 |         |                                   |                                                                                    |  |
| محمد فرزان                                      |       | نویسنده، قرآن پژوه                                       | حرم عبدالعظیم، شهرری ۳۵°۳۵′۰۸″شمالی ۵۱°۲۶′۰۵″شرقی / ۳۵٫۵۸۵۴۶۱°شمالی ۵۱٫۴۳۴۸۳۳°شرقی                 |         |                                   |                                                                                    |  |
| قائم‌مقام فراهانی                                |       | ادیب، سیاستمدار صدر اعظم ایران                           | حرم عبدالعظیم، شهرری ۳۵°۳۵′۰۸″شمالی ۵۱°۲۶′۰۵″شرقی / ۳۵٫۵۸۵۴۶۱°شمالی ۵۱٫۴۳۴۸۳۳°شرقی                 |         |                                   |                                                                                    |  |
| محمد علی فروغی                                  |       | فیلسوف، سیاستمدار نخست‌وزیر ایران                         | ابن بابویه، شهرری ۳۵°۳۶′۱۰″شمالی ۵۱°۲۶′۳۹″شرقی / ۳۵٫۶۰۲۷۱۹°شمالی ۵۱٫۴۴۴۰۸۹°شرقی                    |         |                                   |                                                                                    |  |
| حسین فاطمی                                      |       | روزنامه‌نگار، سیاستمدار وزیر خارجه ایران                  | ابن بابویه، شهرری ۳۵°۳۶′۱۳″شمالی ۵۱°۲۶′۳۶″شرقی / ۳۵٫۶۰۳۷۴۴°شمالی ۵۱٫۴۴۳۳۷۵°شرقی                    |         |                                   |                                                                                    |  |
| میرزاده عشقی                                    |       | شاعر، نویسنده                                            | ابن بابویه، شهرری ۳۵°۳۶′۱۳″شمالی ۵۱°۲۶′۳۸″شرقی / ۳۵٫۶۰۳۶۹۴°شمالی ۵۱٫۴۴۳۹۶۱°شرقی                    |         |                                   |                                                                                    |  |
| غلامحسین صدیقی                                  |       | جامعه‌شناس، سیاستمدار وزیر کشور ایران                     | ابن بابویه، شهرری ۳۵°۳۶′۱۳″شمالی ۵۱°۲۶′۳۸″شرقی / ۳۵٫۶۰۳۵۵°شمالی ۵۱٫۴۴۳۸۸۶°شرقی                     |         |                                   |                                                                                    |  |
| یپرم‌خان                                         |       | مشروطه خواه                                              | کلیسای مریم مقدس، تهران ۳۵°۴۱′۴۵″شمالی ۵۱°۲۴′۵۲″شرقی / ۳۵٫۶۹۵۸۳۹°شمالی ۵۱٫۴۱۴۴۵۳°شرقی              |         |                                   |                                                                                    |  |
| محمود ثنایی                                     |       | شاعر                                                     | بهشت زهرا، تهران ۳۵°۳۱′۴۲″شمالی ۵۱°۲۲′۱۸″شرقی / ۳۵٫۵۲۸۴۱۹°شمالی ۵۱٫۳۷۱۶۸۹°شرقی                     |         |                                   |                                                                                    |  |
| ابوالقاسم نجم                                   |       | دیپلمات، سیاستمدار وزیر خارجه ایران                      | بهشت زهرا، تهران ۳۵°۳۱′۳۵″شمالی ۵۱°۲۲′۳۰″شرقی / ۳۵٫۵۲۶۴۸۱°شمالی ۵۱٫۳۷۴۹۵۸°شرقی                     |         |                                   |                                                                                    |  |
| فریدون آدمیت                                    |       | دیپلمات، نویسنده                                         | بهشت زهرا، تهران ۳۵°۳۲′۱۹″شمالی ۵۱°۲۲′۱۴″شرقی / ۳۵٫۵۳۸۶۳۱°شمالی ۵۱٫۳۷۰۴۲۲°شرقی                     |         |                                   |                                                                                    |  |
| فرامرز پیلارام                                  |       | نقاش، خوشنویس                                            | بهشت زهرا، تهران ۳۵°۳۱′۴۴″شمالی ۵۱°۲۲′۱۲″شرقی / ۳۵٫۵۲۸۸۳۱°شمالی ۵۱٫۳۷۰۰۱۷°شرقی                     |         |                                   |                                                                                    |  |
| پروانه وثوق                                     |       | پزشک                                                     | بهشت زهرا، تهران ۳۵°۳۲′۰۶″شمالی ۵۱°۲۲′۰۲″شرقی / ۳۵٫۵۳۵۱۳۶°شمالی ۵۱٫۳۶۷۱°شرقی                       |         |                                   |                                                                                    |  |
| علی بهزادی                                      |       | روزنامه‌نگار                                              | بهشت زهرا، تهران ۳۵°۳۲′۲۳″شمالی ۵۱°۲۲′۴۴″شرقی / ۳۵٫۵۳۹۵۹۷°شمالی ۵۱٫۳۷۹۰۱۹°شرقی                     |         |                                   |                                                                                    |  |
| ناصر حجازی                                      |       | فوتبالیست                                                | بهشت زهرا، تهران ۳۵°۳۲′۲۳″شمالی ۵۱°۲۲′۴۵″شرقی / ۳۵٫۵۳۹۷۸۶°شمالی ۵۱٫۳۷۹۲۹۴°شرقی                     |         |                                   |                                                                                    |  |
| منصور پورحیدری                                  |       | فوتبالیست                                                | بهشت زهرا، تهران ۳۵°۳۲′۲۳″شمالی ۵۱°۲۲′۴۶″شرقی / ۳۵٫۵۳۹۷۷۵°شمالی ۵۱٫۳۷۹۳۱۹°شرقی                     |         |                                   |                                                                                    |  |
| محمدعلی صفی‌اصفیا                                |       | استاد دانشگاه، سیاستمدار                                 | بهشت زهرا، تهران ۳۵°۳۲′۲۲″شمالی ۵۱°۲۲′۴۹″شرقی / ۳۵٫۵۳۹۴۴۷°شمالی ۵۱٫۳۸۰۱۴۷°شرقی                     |         |                                   |                                                                                    |  |
| عبدی یمینی                                      |       | آهنگساز، نوازنده                                         | بهشت زهرا، تهران ۳۵°۳۲′۰۸″شمالی ۵۱°۲۲′۵۱″شرقی / ۳۵٫۵۳۵۴۹۴°شمالی ۵۱٫۳۸۰۸۴۷°شرقی                     |         |                                   |                                                                                    |  |
| حمیده خیرآبادی                                  |       | بازیگر سینما                                             | بهشت زهرا، تهران ۳۵°۳۲′۳۵″شمالی ۵۱°۲۲′۲۴″شرقی / ۳۵٫۵۴۳۰۵°شمالی ۵۱٫۳۷۳۳°شرقی                        |         |                                   |                                                                                    |  |
| مهدی اخوان ثالث                                 |       | شاعر                                                     | مقبره فردوسی، طوس                                                                                  |         |                                   |                                                                                    |  |
| صادق رضازاده شفق                                |       | پژوهشگر، سیاستمدار                                       | بهشت زهرا، تهران ۳۵°۳۱′۴۳″شمالی ۵۱°۲۲′۳۹″شرقی / ۳۵٫۵۲۸۴۹۴°شمالی ۵۱٫۳۷۷۴۳۳°شرقی                     |         |                                   |                                                                                    |  |
| نیکلای مارکف                                    |       | معمار                                                    | گورستان دولاب (بخش روسیه)، تهران ۳۵°۴۰′۳۱″شمالی ۵۱°۲۸′۰۷″شرقی / ۳۵٫۶۷۵۴۰۳°شمالی ۵۱٫۴۶۸۷۴۷°شرقی     |         |                                   |                                                                                    |  |
| غلامحسین مصاحب                                  |       | ریاضی‌دان                                                 | بهشت زهرا، تهران ۳۵°۳۱′۳۲″شمالی ۵۱°۲۲′۳۲″شرقی / ۳۵٫۵۲۵۶۲۲°شمالی ۵۱٫۳۷۵۵۸۶°شرقی                     |         |                                   |                                                                                    |  |
| حسن عمید                                        |       | نویسنده، روزنامه‌نگار                                     | بهشت زهرا، تهران ۳۵°۳۱′۳۲″شمالی ۵۱°۲۲′۳۲″شرقی / ۳۵٫۵۲۵۵۱۷°شمالی ۵۱٫۳۷۵۶۳۶°شرقی                     |         |                                   |                                                                                    |  |
| پرویز ورجاوند                                   |       | باستان‌شناس، سیاستمدار                                    | بهشت زهرا، تهران ۳۵°۳۱′۲۸″شمالی ۵۱°۲۲′۳۳″شرقی / ۳۵٫۵۲۴۳۷۲°شمالی ۵۱٫۳۷۵۸۱۹°شرقی                     |         |                                   |                                                                                    |  |
| منوچهر خسروداد                                  |       | نظامی                                                    | بهشت زهرا، تهران ۳۵°۳۱′۳۰″شمالی ۵۱°۲۲′۳۰″شرقی / ۳۵٫۵۲۵۰۹۷°شمالی ۵۱٫۳۷۴۸۹۷°شرقی                     |         |                                   |                                                                                    |  |
| محمد محیط طباطبایی                              |       | پژوهشگر، مورخ                                            | برج طغرل، شهرری ۳۵°۳۶′۰۳″شمالی ۵۱°۲۶′۴۵″شرقی / ۳۵٫۶۰۰۹۱۷°شمالی ۵۱٫۴۴۵۷۶۷°شرقی                      |         |                                   |                                                                                    |  |
| آذر اندامی                                      |       | پزشک، مخترع                                              | بهشت زهرا، تهران ۳۵°۳۱′۵۶″شمالی ۵۱°۲۲′۲۵″شرقی / ۳۵٫۵۳۲۱۸۱°شمالی ۵۱٫۳۷۳۶۹۲°شرقی                     |         |                                   |                                                                                    |  |
| احمد شاملو                                      |       | شاعر                                                     | امامزاده طاهر، کرج ۳۵°۴۹′۰۰″شمالی ۵۰°۵۵′۲۸″شرقی / ۳۵٫۸۱۶۶۳۹°شمالی ۵۰٫۹۲۴۴۷۸°شرقی                   |         |                                   |                                                                                    |  |
| حسن کامکار                                      |       | موسیقی دان، آهنگساز                                      | امامزاده طاهر، کرج ۳۵°۴۸′۵۹″شمالی ۵۰°۵۵′۲۹″شرقی / ۳۵٫۸۱۶۴۸۹°شمالی ۵۰٫۹۲۴۵۸۶°شرقی                   |         |                                   |                                                                                    |  |
| محمد جعفر پوینده                                |       | مترجم، نویسنده                                           | امامزاده طاهر، کرج ۳۵°۴۹′۰۰″شمالی ۵۰°۵۵′۲۸″شرقی / ۳۵٫۸۱۶۶۴۲°شمالی ۵۰٫۹۲۴۵۱۴°شرقی                   |         |                                   |                                                                                    |  |
| محمد مختاری                                     |       | شاعر، نویسنده                                            | امامزاده طاهر، کرج ۳۵°۴۹′۰۰″شمالی ۵۰°۵۵′۲۸″شرقی / ۳۵٫۸۱۶۶۴۷°شمالی ۵۰٫۹۲۴۵۳۳°شرقی                   |         |                                   |                                                                                    |  |
| تقی ظهوری                                       |       | بازیگر                                                   | امامزاده طاهر، کرج ۳۵°۴۸′۵۹″شمالی ۵۰°۵۵′۲۹″شرقی / ۳۵٫۸۱۶۴۵۸°شمالی ۵۰٫۹۲۴۶۴۷°شرقی                   |         |                                   |                                                                                    |  |
| حبیب‌الله بدیعی                                  |       | موسیقی دان                                               | امامزاده طاهر، کرج ۳۵°۴۹′۰۰″شمالی ۵۰°۵۵′۲۹″شرقی / ۳۵٫۸۱۶۶۳۹°شمالی ۵۰٫۹۲۴۶۸۳°شرقی                   |         |                                   |                                                                                    |  |
| همدم السلطنه پهلوی                              |       | شاهدخت                                                   | امامزاده طاهر، کرج ۳۵°۴۸′۵۹″شمالی ۵۰°۵۵′۲۹″شرقی / ۳۵٫۸۱۶۴۶۷°شمالی ۵۰٫۹۲۴۶۱۴°شرقی                   |         |                                   |                                                                                    |  |
| علی اصغر زند وکیلی                              |       | نوازنده، خواننده                                         | امامزاده طاهر، کرج ۳۵°۴۸′۵۹″شمالی ۵۰°۵۵′۲۹″شرقی / ۳۵٫۸۱۶۳۸۶°شمالی ۵۰٫۹۲۴۶۴۴°شرقی                   |         |                                   |                                                                                    |  |
| علی اصغر بهاری                                  |       | نوازنده                                                  | امامزاده طاهر، کرج ۳۵°۴۹′۰۰″شمالی ۵۰°۵۵′۲۹″شرقی / ۳۵٫۸۱۶۶۶۷°شمالی ۵۰٫۹۲۴۶۴۴°شرقی                   |         |                                   |                                                                                    |  |
| احمد عبادی                                      |       | نوازنده                                                  | امامزاده طاهر، کرج ۳۵°۴۹′۰۰″شمالی ۵۰°۵۵′۲۹″شرقی / ۳۵٫۸۱۶۶۸۹°شمالی ۵۰٫۹۲۴۷۲۸°شرقی                   |         |                                   |                                                                                    |  |
| حسن گل‌نراقی                                     |       | خواننده                                                  | امامزاده طاهر، کرج ۳۵°۴۹′۰۱″شمالی ۵۰°۵۵′۲۹″شرقی / ۳۵٫۸۱۶۸۱۱°شمالی ۵۰٫۹۲۴۸۰۸°شرقی                   |         |                                   |                                                                                    |  |
| غلامحسین بنان                                   |       | خواننده                                                  | امامزاده طاهر، کرج ۳۵°۴۹′۰۲″شمالی ۵۰°۵۵′۲۴″شرقی / ۳۵٫۸۱۷۱۴۲°شمالی ۵۰٫۹۲۳۳۹۴°شرقی                   |         |                                   |                                                                                    |  |
| غزاله علیزاده                                   |       | نویسنده                                                  | امامزاده طاهر، کرج ۳۵°۴۹′۰۳″شمالی ۵۰°۵۵′۳۰″شرقی / ۳۵٫۸۱۷۳۷۵°شمالی ۵۰٫۹۲۴۸۸۶°شرقی                   |         |                                   |                                                                                    |  |
| سید اسدالله خرقانی                              |       | عالم دینی                                                | ابن بابویه، شهرری ۳۵°۳۶′۰۹″شمالی ۵۱°۲۶′۴۰″شرقی / ۳۵٫۶۰۲۵°شمالی ۵۱٫۴۴۴۵۸۳°شرقی                      |         |                                   |                                                                                    |  |
| ابراهیم حکیمی                                   |       | پزشک، سیاستمدار نخست‌وزیر ایران                           | ابن بابویه، شهرری ۳۵°۳۶′۰۸″شمالی ۵۱°۲۶′۳۳″شرقی / ۳۵٫۶۰۲۳۱۱°شمالی ۵۱٫۴۴۲۵۵°شرقی                     |         |                                   |                                                                                    |  |
| علی‌اکبر دهخدا                                   |       | ادیب، لغت‌شناس                                            | ابن بابویه، شهرری ۳۵°۳۶′۱۱″شمالی ۵۱°۲۶′۳۲″شرقی / ۳۵٫۶۰۲۹۸۱°شمالی ۵۱٫۴۴۲۲۶۹°شرقی                    |         |                                   |                                                                                    |  |
| غلامرضا تختی                                    |       | کشتی‌گیر                                                  | ابن بابویه، شهرری ۳۵°۳۶′۰۴″شمالی ۵۱°۲۶′۳۶″شرقی / ۳۵٫۶۰۱۱۷۲°شمالی ۵۱٫۴۴۳۴۰۶°شرقی                    |         |                                   |                                                                                    |  |
| روح‌الله وزیری                                   |       |                                                          | چشمه علی، شهرری ۳۵°۳۶′۲۶″شمالی ۵۱°۲۶′۴۲″شرقی / ۳۵٫۶۰۷۰۹۷°شمالی ۵۱٫۴۴۵۰۳۳°شرقی                      |         |                                   |                                                                                    |  |
| جعفر کاشانی                                     |       | فوتبالیست، دیپلمات                                       | بهشت زهرا، تهران ۳۵°۳۲′۲۳″شمالی ۵۱°۲۲′۴۶″شرقی / ۳۵٫۵۳۹۷۵۶°شمالی ۵۱٫۳۷۹۳۳۳°شرقی                     |         |                                   |                                                                                    |  |
| امیرحسین آریان‌پور                               |       | جامعه‌شناس، نویسنده                                       | بهشت زهرا، تهران ۳۵°۳۲′۴۱″شمالی ۵۱°۲۲′۴۴″شرقی / ۳۵٫۵۴۴۷۶۷°شمالی ۵۱٫۳۷۸۹۹۷°شرقی                     |         |                                   |                                                                                    |  |
| یحیی عدل                                        |       | پزشک، سناتور                                             | بهشت زهرا، تهران ۳۵°۳۲′۳۹″شمالی ۵۱°۲۲′۴۷″شرقی / ۳۵٫۵۴۴۲۷۲°شمالی ۵۱٫۳۷۹۶۵۸°شرقی                     |         |                                   |                                                                                    |  |
| ذبیح‌الله منصوری                                 |       | نویسنده، مترجم                                           | بهشت زهرا، تهران ۳۵°۳۲′۵۲″شمالی ۵۱°۲۲′۲۷″شرقی / ۳۵٫۵۴۷۸۱۷°شمالی ۵۱٫۳۷۴۰۵۳°شرقی                     |         |                                   |                                                                                    |  |
| پرویز اتابکی                                    |       | مترجم، دیپلمات                                           | بهشت زهرا، تهران ۳۵°۳۲′۲۵″شمالی ۵۱°۲۲′۴۴″شرقی / ۳۵٫۵۴۰۱۸۳°شمالی ۵۱٫۳۷۸۸۶۴°شرقی                     |         |                                   |                                                                                    |  |
| رحیم معینی کرمانشاهی                            |       | نویسنده، شاعر                                            | بهشت سکینه، کرج ۳۵°۵۳′۳۴″شمالی ۵۰°۵۲′۵۴″شرقی / ۳۵٫۸۹۲۸۱۹°شمالی ۵۰٫۸۸۱۶°شرقی                        |         |                                   |                                                                                    |  |
| داریوش صفوت                                     |       | موسیقی دان، نوازنده                                      | بهشت سکینه، کرج ۳۵°۵۳′۳۲″شمالی ۵۰°۵۳′۰۶″شرقی / ۳۵٫۸۹۲۱۴۴°شمالی ۵۰٫۸۸۴۸۸۱°شرقی                      |         |                                   |                                                                                    |  |
| ایرج قادری                                      |       | بازیگر و کارگردان سینما                                  | بهشت سکینه، کرج ۳۵°۵۳′۳۲″شمالی ۵۰°۵۳′۰۵″شرقی / ۳۵٫۸۹۲۰۸۶°شمالی ۵۰٫۸۸۴۸۵°شرقی                       |         |                                   |                                                                                    |  |
| نورعلی الهی                                     |       | فیلسوف، قاضی، موسیقی‌دان                                  | هشتگرد، کرج ۳۵°۵۶′۴۶″شمالی ۵۰°۴۱′۳۱″شرقی / ۳۵٫۹۴۶۱۳۳°شمالی ۵۰٫۶۹۲۰۰۶°شرقی                          |         |                                   |                                                                                    |  |
| مهدی قلی هدایت                                  |       | ادیب، سیاستمدار نخست‌وزیر ایران                           | مسجد هدایت دروس، تهران ۳۵°۴۶′۳۵″شمالی ۵۱°۲۷′۱۴″شرقی / ۳۵٫۷۷۶۴۸۱°شمالی ۵۱٫۴۵۳۷۸۶°شرقی               |         |                                   |                                                                                    |  |
| مرتضی حنانه حسین قوامی                          |       | موسیقی دان، آهنگساز خواننده                              | امامزاده طاهر، کرج ۳۵°۴۹′۰۰″شمالی ۵۰°۵۵′۲۴″شرقی / ۳۵٫۸۱۶۷۳۱°شمالی ۵۰٫۹۲۳۲۸۳°شرقی                   |         |                                   |                                                                                    |  |
| نعمت‌الله آغاسی                                  |       | خواننده                                                  | امامزاده طاهر، کرج ۳۵°۴۹′۰۰″شمالی ۵۰°۵۵′۲۴″شرقی / ۳۵٫۸۱۶۷۸۳°شمالی ۵۰٫۹۲۳۲۳۶°شرقی                   |         |                                   |                                                                                    |  |
| دلکش                                            |       | خواننده                                                  | امامزاده طاهر، کرج ۳۵°۴۹′۰۰″شمالی ۵۰°۵۵′۲۳″شرقی / ۳۵٫۸۱۶۶۳۶°شمالی ۵۰٫۹۲۳۱۶۴°شرقی                   |         |                                   |                                                                                    |  |
| عبدالعلی وزیری                                  |       | خواننده                                                  | امامزاده طاهر، کرج ۳۵°۴۹′۰۱″شمالی ۵۰°۵۵′۲۵″شرقی / ۳۵٫۸۱۶۹۹۴°شمالی ۵۰٫۹۲۳۶۸۶°شرقی                   |         |                                   |                                                                                    |  |
| مسعود بختیاری                                   |       | خواننده، آهنگساز                                         | امامزاده طاهر، کرج ۳۵°۴۹′۰۰″شمالی ۵۰°۵۵′۲۵″شرقی / ۳۵٫۸۱۶۸°شمالی ۵۰٫۹۲۳۷۰۳°شرقی                     |         |                                   |                                                                                    |  |
| پوران                                           |       | خواننده، بازیگر                                          | امامزاده طاهر، کرج ۳۵°۴۹′۰۱″شمالی ۵۰°۵۵′۲۵″شرقی / ۳۵٫۸۱۷۰۳۱°شمالی ۵۰٫۹۲۳۶۳۶°شرقی                   |         |                                   |                                                                                    |  |
| علی ظهیرالدوله                                  |       | عارف، سیاستمدار                                          | قبرستان ظهیرالدوله، تهران ۳۵°۴۸′۴۳″شمالی ۵۱°۲۶′۰۰″شرقی / ۳۵٫۸۱۱۹۰۶°شمالی ۵۱٫۴۳۳۳۳۱°شرقی            |         |                                   |                                                                                    |  |
| فضائل تدین                                      |       | نظامی                                                    | قبرستان ظهیرالدوله، تهران ۳۵°۴۸′۴۳″شمالی ۵۱°۲۶′۰۰″شرقی / ۳۵٫۸۱۱۹۰۶°شمالی ۵۱٫۴۳۳۴۴۴°شرقی            |         |                                   |                                                                                    |  |
| ایرج میرزا                                      |       | شاعر                                                     | قبرستان ظهیرالدوله، تهران ۳۵°۴۸′۴۳″شمالی ۵۱°۲۶′۰۱″شرقی / ۳۵٫۸۱۱۸۴۴°شمالی ۵۱٫۴۳۳۶۰۸°شرقی            |         |                                   |                                                                                    |  |
| حسین یاحقی                                      |       | آهنگساز                                                  | قبرستان ظهیرالدوله، تهران ۳۵°۴۸′۴۱″شمالی ۵۱°۲۶′۰۱″شرقی / ۳۵٫۸۱۱۴۱۷°شمالی ۵۱٫۴۳۳۶۶۱°شرقی            |         |                                   |                                                                                    |  |
| قمرالملوک وزیری                                 |       | خواننده                                                  | قبرستان ظهیرالدوله، تهران ۳۵°۴۸′۴۳″شمالی ۵۱°۲۶′۰۲″شرقی / ۳۵٫۸۱۱۸۲۵°شمالی ۵۱٫۴۳۳۹۴۷°شرقی            |         |                                   |                                                                                    |  |
| روح‌الله خالقی                                   |       | موسیقی دان، آهنگساز                                      | قبرستان ظهیرالدوله، تهران ۳۵°۴۸′۴۳″شمالی ۵۱°۲۶′۰۲″شرقی / ۳۵٫۸۱۱۸۳۶°شمالی ۵۱٫۴۳۴۰۰۳°شرقی            |         |                                   |                                                                                    |  |
| رهی معیری                                       |       | ترانه‌سرا                                                 | قبرستان ظهیرالدوله، تهران ۳۵°۴۸′۴۳″شمالی ۵۱°۲۶′۰۲″شرقی / ۳۵٫۸۱۱۹۶۷°شمالی ۵۱٫۴۳۳۷۷۲°شرقی            |         |                                   |                                                                                    |  |
| فروغ فرخزاد                                     |       | شاعر                                                     | قبرستان ظهیرالدوله، تهران ۳۵°۴۸′۴۳″شمالی ۵۱°۲۶′۰۲″شرقی / ۳۵٫۸۱۱۸۲۸°شمالی ۵۱٫۴۳۳۸°شرقی              |         |                                   |                                                                                    |  |
| محمد تقی بهار                                   |       | شاعر، سیاستمدار                                          | قبرستان ظهیرالدوله، تهران ۳۵°۴۸′۴۳″شمالی ۵۱°۲۶′۰۲″شرقی / ۳۵٫۸۱۲۰۲۸°شمالی ۵۱٫۴۳۳۷۶۹°شرقی            |         |                                   |                                                                                    |  |
| حسن تقی‌زاده                                     |       | دیپلمات، سیاستمدار                                       | قبرستان ظهیرالدوله، تهران ۳۵°۴۸′۴۳″شمالی ۵۱°۲۶′۰۱″شرقی / ۳۵٫۸۱۱۹۹۷°شمالی ۵۱٫۴۳۳۷۲۲°شرقی            |         |                                   |                                                                                    |  |
| صدیقه دولت‌آبادی                                 |       | روزنامه‌نگار، فعال حقوق زنان                              | بوستان زرگنده، تهران ۳۵°۴۶′۳۵″شمالی ۵۱°۲۶′۰۵″شرقی / ۳۵٫۷۷۶۴۱۴°شمالی ۵۱٫۴۳۴۸۶۱°شرقی                 |         |                                   |                                                                                    |  |
| لوریک میناسیان                                  |       | بازیگر                                                   | بوراستان خاوران، تهران ۳۵°۳۳′۲۶″شمالی ۵۱°۳۴′۰۵″شرقی / ۳۵٫۵۵۷۲۶۷°شمالی ۵۱٫۵۶۸۰۱۹°شرقی               |         |                                   |                                                                                    |  |
| آرمان هوسپیان                                   |       | بازیگر، کارگردان                                         | بوراستان خاوران، تهران ۳۵°۳۳′۲۷″شمالی ۵۱°۳۴′۰۸″شرقی / ۳۵٫۵۵۷۴۰۸°شمالی ۵۱٫۵۶۹۰۱۹°شرقی               |         |                                   |                                                                                    |  |
| لوون هفتوان                                     |       | بازیگر، کارگردان                                         | بوراستان خاوران، تهران ۳۵°۳۳′۳۱″شمالی ۵۱°۳۴′۱۰″شرقی / ۳۵٫۵۵۸۶۷۵°شمالی ۵۱٫۵۶۹۵۱۹°شرقی               |         |                                   |                                                                                    |  |
| ساموئل خاچیکیان                                 |       | تهیه‌کننده، کارگردان                                      | بوراستان خاوران، تهران ۳۵°۳۳′۲۴″شمالی ۵۱°۳۴′۲۱″شرقی / ۳۵٫۵۵۶۵۹۲°شمالی ۵۱٫۵۷۲۴۳۳°شرقی               |         |                                   |                                                                                    |  |
| سلما کویومجیان                                  |       | تهیه‌کننده، کارگردان                                      | بوراستان خاوران، تهران ۳۵°۳۳′۲۴″شمالی ۵۱°۳۴′۱۷″شرقی / ۳۵٫۵۵۶۶۴۴°شمالی ۵۱٫۵۷۱۴۴۴°شرقی               |         |                                   |                                                                                    |  |
| وارطان هوانسیان                                 |       | معمار                                                    | بوراستان خاوران، تهران ۳۵°۳۳′۲۷″شمالی ۵۱°۳۴′۰۹″شرقی / ۳۵٫۵۵۷۵۲۵°شمالی ۵۱٫۵۶۹۲۳۶°شرقی               |         |                                   |                                                                                    |  |
| واروژان                                         |       | موسیقی دان، آهنگساز                                      | بوراستان خاوران، تهران ۳۵°۳۳′۲۹″شمالی ۵۱°۳۴′۰۹″شرقی / ۳۵٫۵۵۷۹۶۴°شمالی ۵۱٫۵۶۹۰۸۹°شرقی               |         |                                   |                                                                                    |  |
| محمد معین                                       |       | محقق، زبان‌شناس                                           | حشمت رود، آستانه اشرفیه ۳۷°۱۵′۵۸″شمالی ۴۹°۵۶′۳۷″شرقی / ۳۷٫۲۶۶۲°شمالی ۴۹٫۹۴۳۶°شرقی                  |         |                                   |                                                                                    |  |
| احمد امیراحمدی                                  |       | نظامی، سناتور                                            | مسجد هادی، شهرری ۳۵°۳۵′۵۹″شمالی ۵۱°۲۶′۱۸″شرقی / ۳۵٫۵۹۹۷۵۶°شمالی ۵۱٫۴۳۸۲۳۳°شرقی                     |         |                                   |                                                                                    |  |
| عبدالحسین تیمورتاش                              |       | نویسنده، سیاستمدار                                       | محوطه بیرونی امامزاده عبدالله، شهرری ۳۵°۳۵′۴۷″شمالی ۵۱°۲۶′۱۸″شرقی / ۳۵٫۵۹۶۴۶۱°شمالی ۵۱٫۴۳۸۴۳۳°شرقی |         |                                   |                                                                                    |  |
| قطب‌الدین شریف لاهیجی و مادربزرگ مادری فرح پهلوی |       | عارف                                                     | میدان انقلاب (پیل آقا قبر)، لاهیجان ۳۷°۱۲′۱۲″شمالی ۵۰°۰۰′۰۴″شرقی / ۳۷٫۲۰۳۲۵۶°شمالی ۵۰٫۰۰۱۰۷۲°شرقی  |         |                                   |                                                                                    |  |
| سیمین بهبهانی                                   |       | نویسنده، شاعر                                            | بهشت زهرا، تهران ۳۵°۳۱′۳۲″شمالی ۵۱°۲۲′۰۸″شرقی / ۳۵٫۵۲۵۶۲۸°شمالی ۵۱٫۳۶۸۸۲۸°شرقی                     |         |                                   |                                                                                    |  |
| علیقلی هدایت                                    |       | کارآفرین، سیاستمدار                                      | بهشت زهرا، تهران ۳۵°۳۱′۴۶″شمالی ۵۱°۲۱′۵۸″شرقی / ۳۵٫۵۲۹۴۷۵°شمالی ۵۱٫۳۶۶۱۴۲°شرقی                     |         |                                   |                                                                                    |  |
| ایرج افشار                                      |       | پژوهشگر، ایران‌شناس                                       | بهشت زهرا، تهران ۳۵°۳۲′۱۱″شمالی ۵۱°۲۲′۰۰″شرقی / ۳۵٫۵۳۶۴۰۸°شمالی ۵۱٫۳۶۶۷۱۴°شرقی                     |         |                                   |                                                                                    |  |
| مریم فیروز                                      |       | فعال سیاسی                                               | بهشت زهرا، تهران ۳۵°۳۱′۳۷″شمالی ۵۱°۲۲′۰۳″شرقی / ۳۵٫۵۲۶۹۵۶°شمالی ۵۱٫۳۶۷۵۶۹°شرقی                     |         |                                   |                                                                                    |  |
| محمدتقی برخوردار                                |       | کارآفرین                                                 | بهشت زهرا، تهران ۳۵°۳۱′۲۴″شمالی ۵۱°۲۲′۲۵″شرقی / ۳۵٫۵۲۳۱۹۷°شمالی ۵۱٫۳۷۳۵۴۲°شرقی                     |         |                                   |                                                                                    |  |
| عبدالحسین زرین کوب قمر آریان                    |       | نویسنده، ادیب نویسنده، پژوهشگر                           | بهشت زهرا، تهران ۳۵°۳۲′۰۳″شمالی ۵۱°۲۲′۵۳″شرقی / ۳۵٫۵۳۴۱۳۹°شمالی ۵۱٫۳۸۱۳۹۴°شرقی                     |         |                                   |                                                                                    |  |
| داریوش شایگان                                   |       | نویسنده، فیلسوف                                          | بهشت زهرا، تهران ۳۵°۳۲′۰۴″شمالی ۵۱°۲۲′۵۰″شرقی / ۳۵٫۵۳۴۳۶۷°شمالی ۵۱٫۳۸۰۶۷۲°شرقی                     |         |                                   |                                                                                    |  |
| عطاءالله بهمنش                                  |       | گزارشگر، خبرنگار                                         | بهشت زهرا، تهران ۳۵°۳۲′۲۳″شمالی ۵۱°۲۲′۴۵″شرقی / ۳۵٫۵۳۹۶۲۲°شمالی ۵۱٫۳۷۹۲۵°شرقی                      |         |                                   |                                                                                    |  |
| ابراهیم آشتیانی                                 |       | فوتبالیست                                                | بهشت زهرا، تهران ۳۵°۳۲′۲۳″شمالی ۵۱°۲۲′۴۶″شرقی / ۳۵٫۵۳۹۷۸۶°شمالی ۵۱٫۳۷۹۳۴۴°شرقی                     |         |                                   |                                                                                    |  |
| حسین لرزاده                                     |       | معمار                                                    | مسجد افضلیه، شهرری ۳۵°۳۶′۲۰″شمالی ۵۱°۲۶′۱۷″شرقی / ۳۵٫۶۰۵۵°شمالی ۵۱٫۴۳۸۰۳۹°شرقی                     |         |                                   |                                                                                    |  |
| فیروز فیروز                                     |       | سیاستمدار وزیر خارجه ایران                               | ابن بابویه، شهرری در نزدیکی مزار میرزاده عشقی                                                      |         |                                   |                                                                                    |  |
| شیخ چغندر                                       |       | عارف و درویش                                             | امامزاده سید نصرالدین، تهران ۳۵°۴۰′۲۰″شمالی ۵۱°۲۴′۵۷″شرقی / ۳۵٫۶۷۲۲۹۴°شمالی ۵۱٫۴۱۵۸۳۳°شرقی         |         |                                   |                                                                                    |  |
| حسین صبا                                        |       | نوازنده                                                  | قبرستان ظهیرالدوله، تهران ۳۵°۴۸′۴۳″شمالی ۵۱°۲۶′۰۲″شرقی / ۳۵٫۸۱۱۸۱۷°شمالی ۵۱٫۴۳۳۸۳۱°شرقی            |         |                                   |                                                                                    |  |
| ابوالحسن صبا                                    |       | نوازنده                                                  | قسمت خصوصی قبرستان ظهیرالدوله، تهران ۳۵°۴۸′۴۴″شمالی ۵۱°۲۶′۰۰″شرقی / ۳۵٫۸۱۲۲۴۷°شمالی ۵۱٫۴۳۳۳۱۴°شرقی |         |                                   |                                                                                    |  |
| علی نشاط                                        |       | نظامی                                                    | قبرستان ظهیرالدوله، تهران ۳۵°۴۸′۴۳″شمالی ۵۱°۲۶′۰۱″شرقی / ۳۵٫۸۱۱۹۰۶°شمالی ۵۱٫۴۳۳۵۰۶°شرقی            |         |                                   |                                                                                    |  |

## نگارخانه

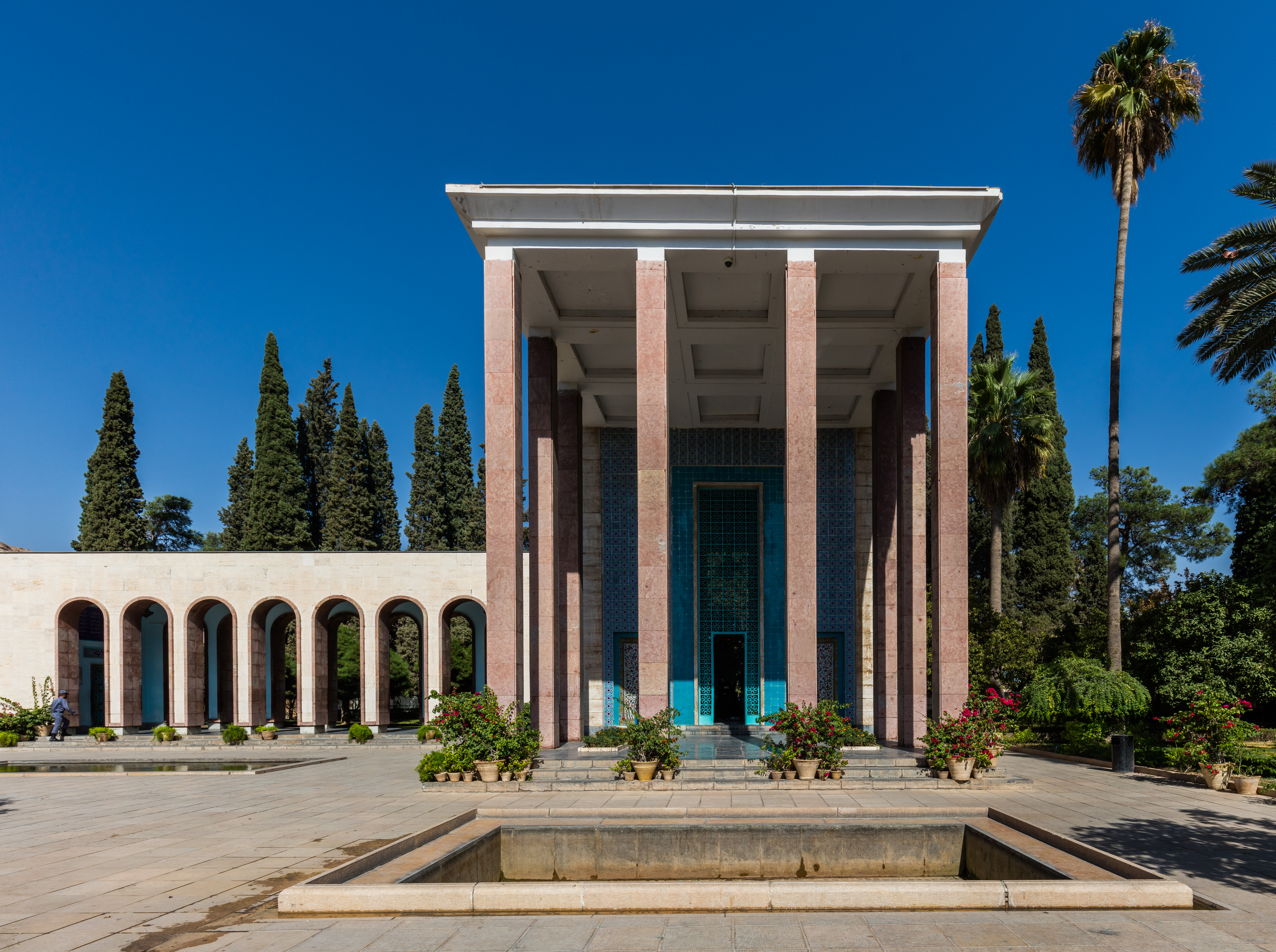
سعدیه
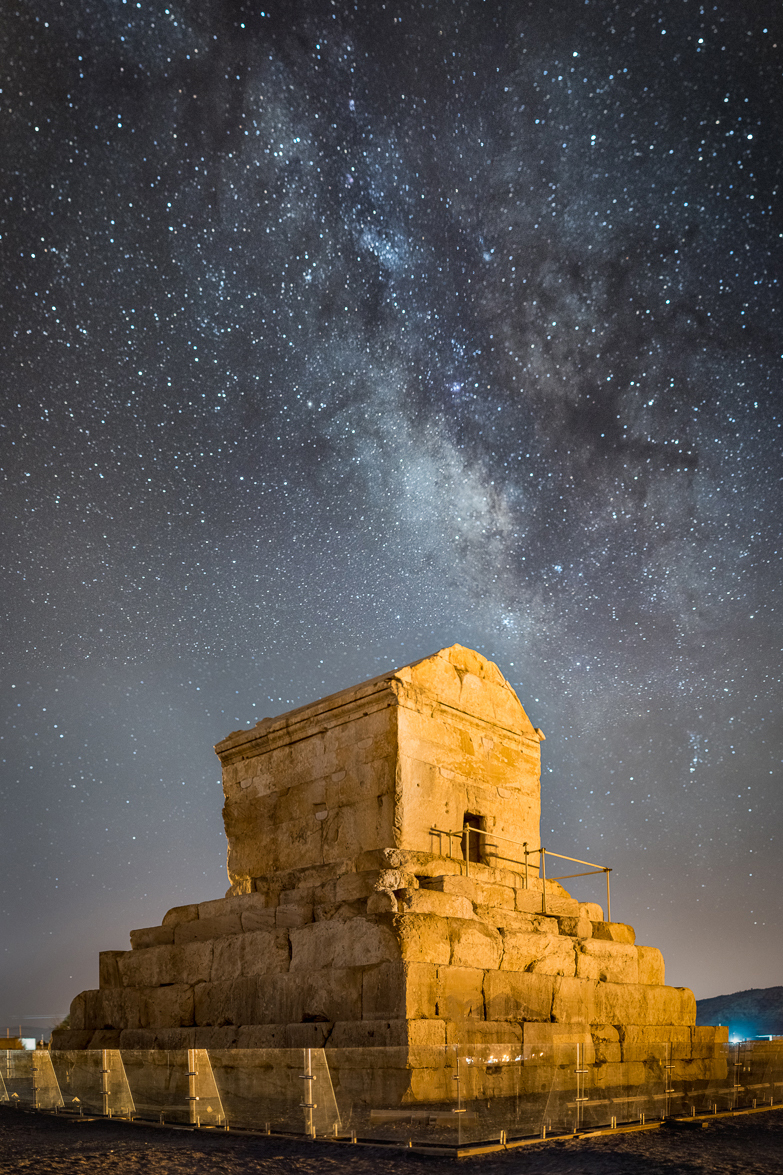
آرامگاه کوروش بزرگ
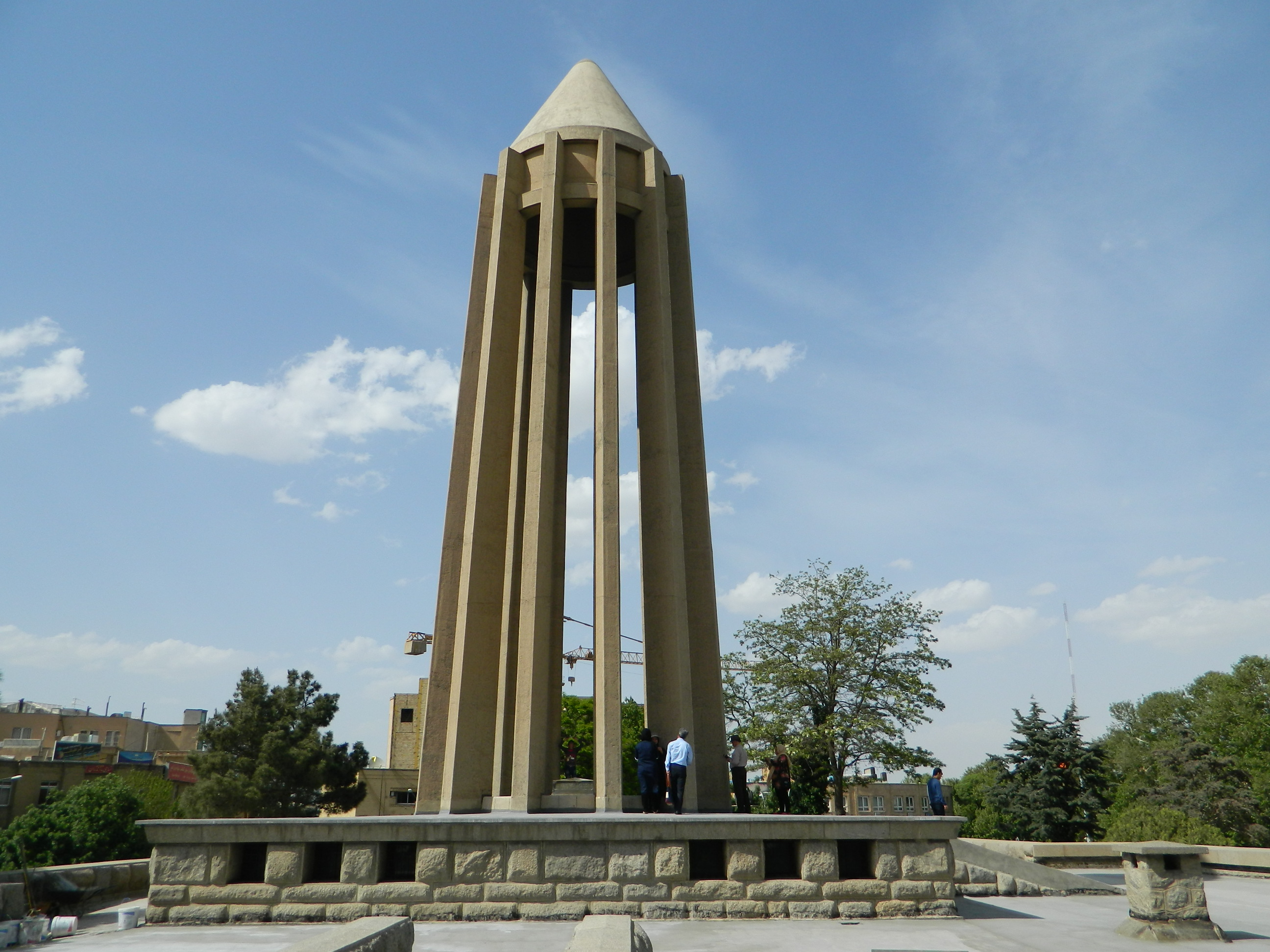
آرامگاه بوعلی‌سینا
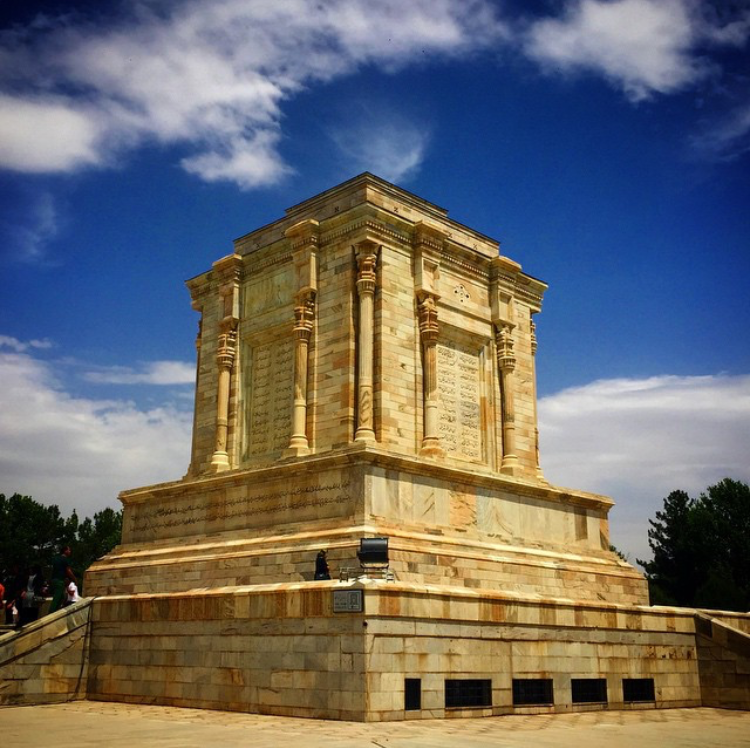
آرامگاه فردوسی
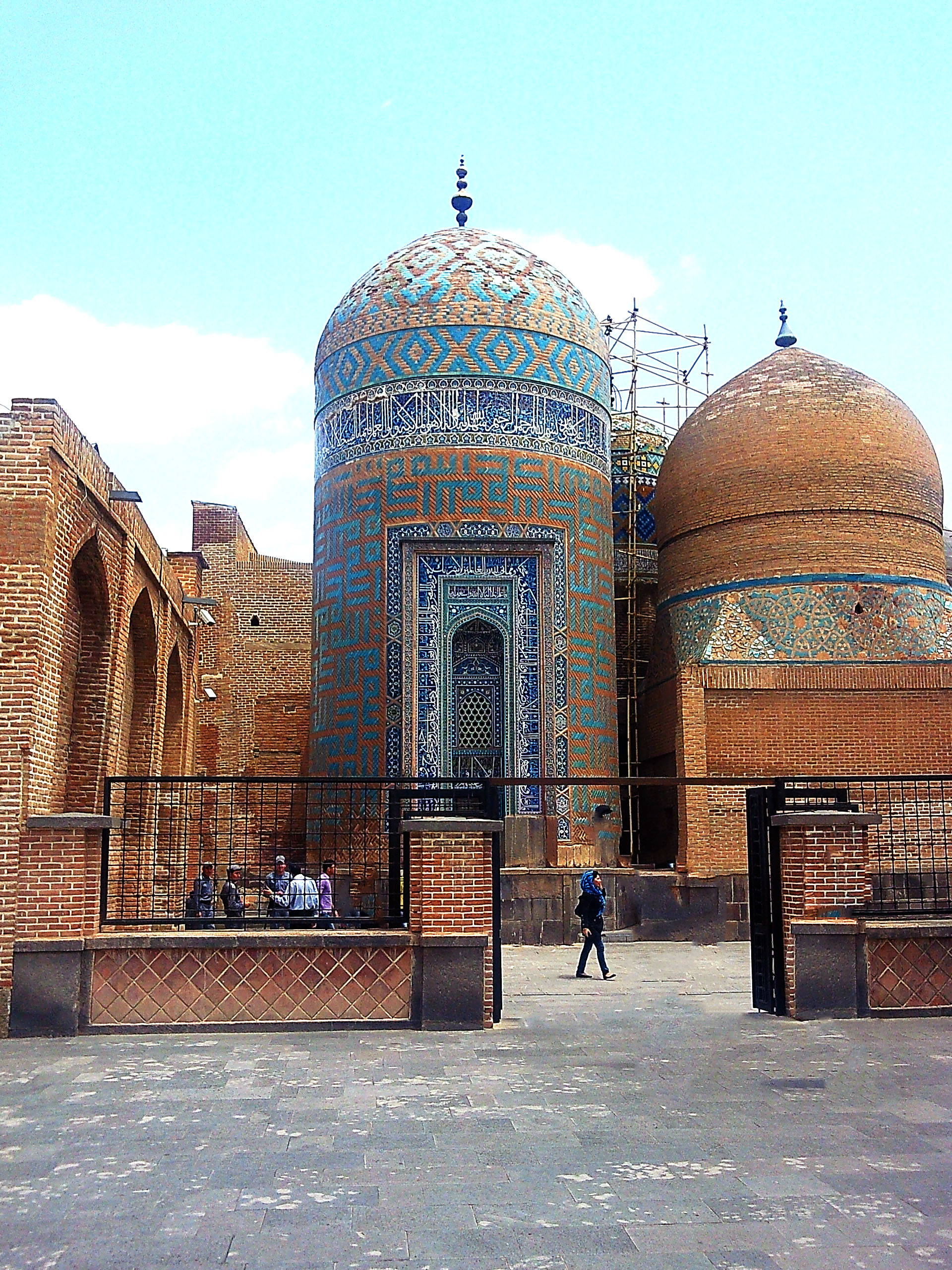
آرامگاه شیخ صفی‌الدین اردبیلی
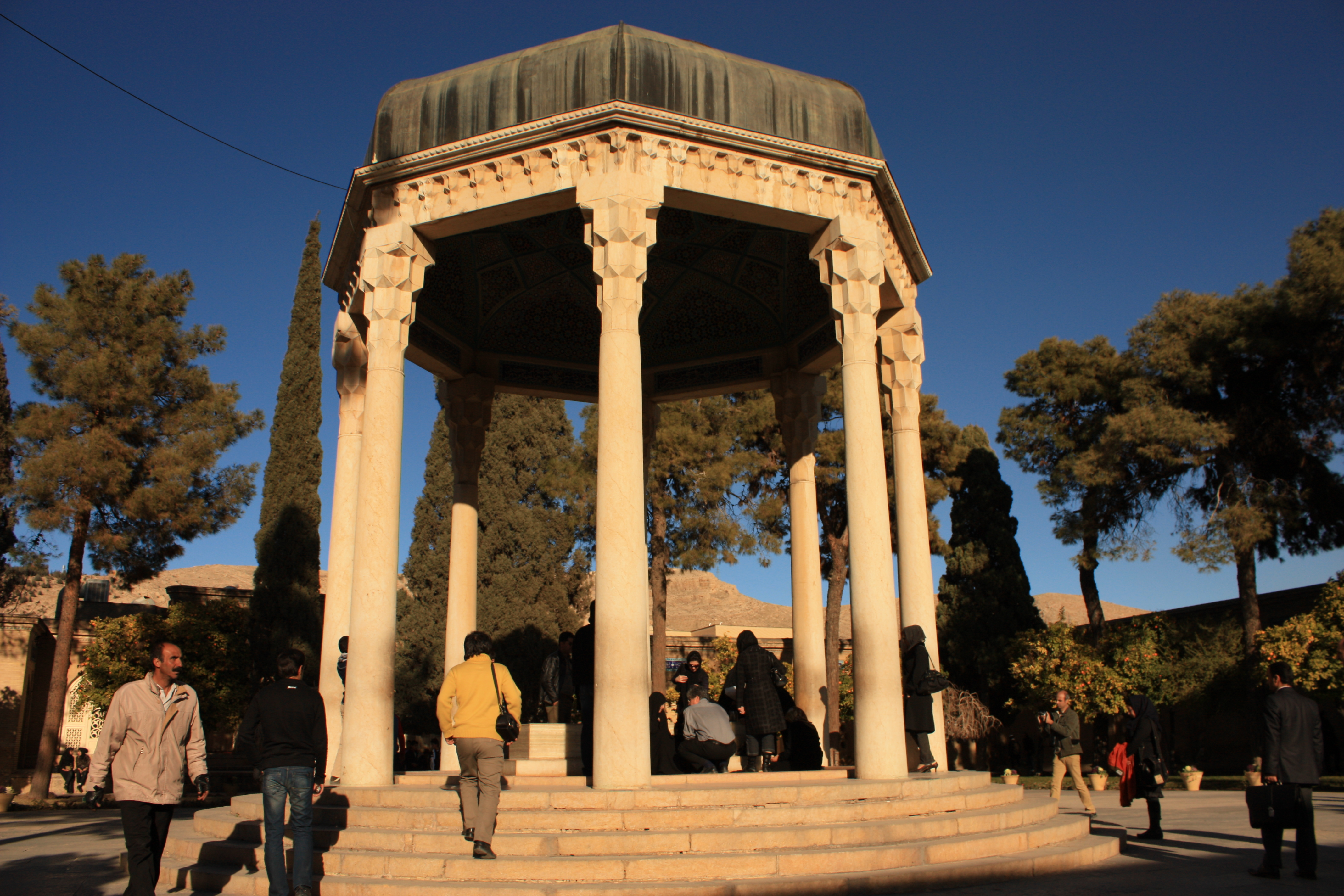
حافظیه
آرامگاه باباطاهر
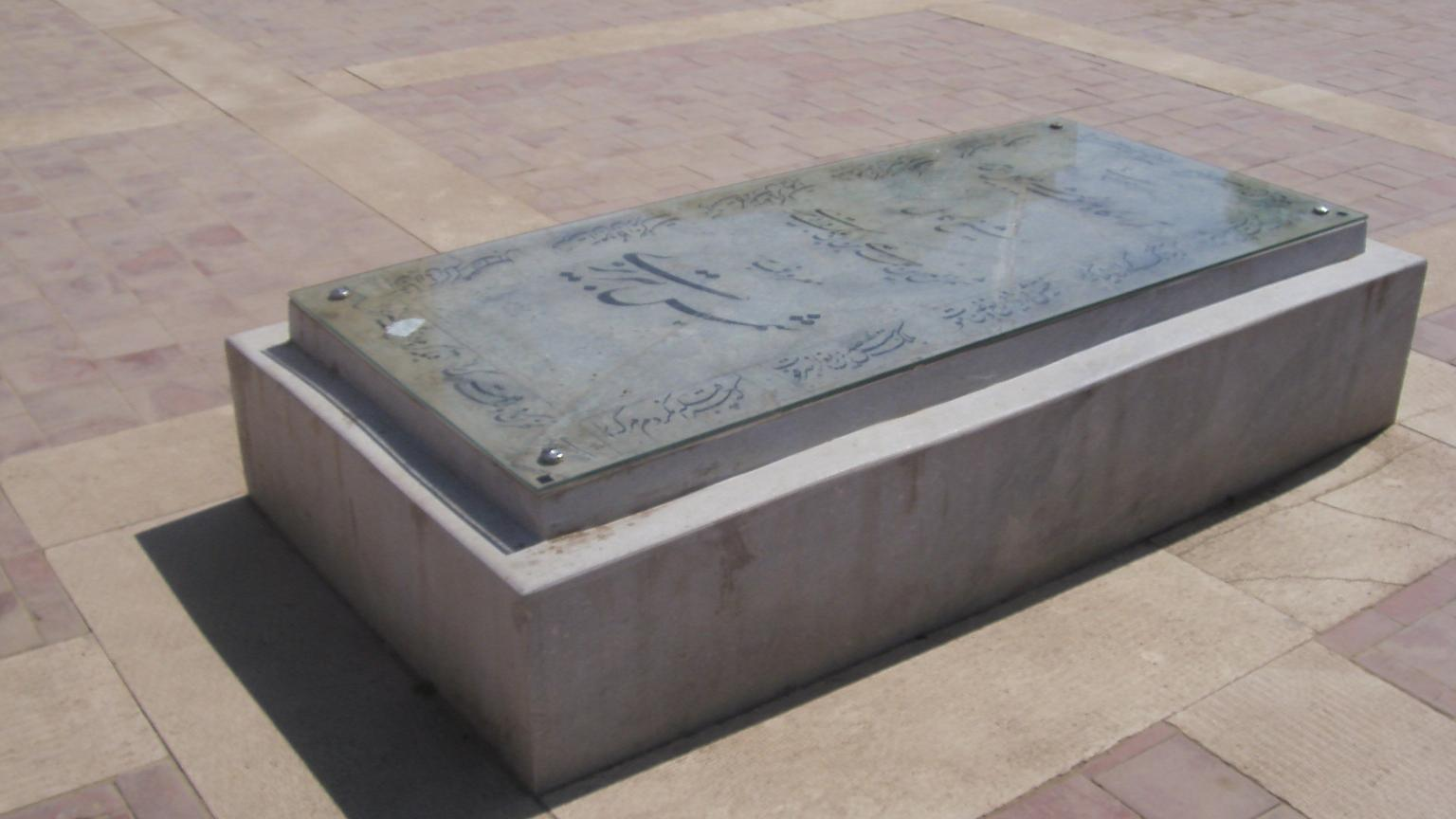
آرامگاه شمس تبریزی